# Vittorio Feltri

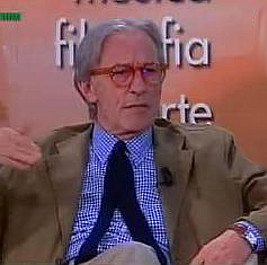
Vittorio Feltri

Vittorio Feltri (* 25. Juni 1943 in Bergamo) ist ein italienischer Journalist. 

## Journalismus
Feltri begann seine Journalismuskarriere 1962 bei der Zeitung L’Eco di Bergamo, bei der er für die Rezension der aktuellen Kinofilme zuständig war. In Folge wurde er als Redakteur bei der Tageszeitung La Notte eingestellt.
1974 bot ihm Gino Palumbo einen Posten bei dem Corriere d’informazione an, von dem Feltri drei Jahre später zum Corriere della Sera wechselte. Die Direktion der Zeitung lag zu dem Zeitpunkt bei Piero Ottone. 1983 wurde er Direktor des BergamoOggi; ein Jahr später kehrte er jedoch als Sonderkorrespondent zum Corriere della Sera zurück.
1989 übernahm Feltri die Leitung der Wochenzeitung L’Europeo. Laut eigener Angaben gelang ihm während seiner Direktionszeit eine Auflagensteigerung von 78.000 auf 140.000 Einheiten.

### L’Independente
1992 übernahm Feltri von Ricardo Franco Levi die Leitung der Wochenzeitung L’Independente. Die Zeitung befand sich zu diesem Zeitpunkt in einer schweren finanziellen Krise. Doch Feltri gelang es durch geschickte Ausnutzung der bürgerlichen Empörung über den nationalen Skandal der Mani pulite den L’Independente zu modernisieren und zu einer erfolgreichen Zeitung auszubauen. Besonders scharfe Attacken seitens des L’Independente musste der Generalsekretär der Sozialistischen Partei Italiens, Bettino Craxi einstecken.
Im April 1993 lernte Feltri den damaligen Unternehmer Silvio Berlusconi kennen, der ihm eine Stellung bei seiner Finanzholding Fininvest anbot. Er lehnte dieses Angebot jedoch ab. Im Laufe des gleichen Jahres erreichte die Auflage des L’Independente 120.000 Exemplare und überholte damit den direkten Konkurrenten Il Giornale.

### Il Giornale (1994–1997)
Im Januar 1994 wurde Feltri von Paolo Berlusconi, dem Herausgeber der Tageszeitung Il Giornale kontaktiert, der ihm die Direktion der Zeitung anbot. Nachdem Feltri kurz zuvor noch ein solches Angebot öffentlich vehement abgelehnt hatte, übernahm er als Nachfolger von Indro Montanelli die Leitung des Giornale.
Feltri blieb vier Jahre bei Il Giornale und verzeichnete eine Auflagensteigerung von 130.000 auf 250.000 Exemplare. Im gleichen Zeitraum unterhielt er eine Rubrik bei der Wochenzeitschrift Panorama und kollaborierte mit anderen italienischen Zeitungen, wie dem Il Foglio, Il Messaggero und Il Gazzettino.
Am 8. November 1997 erklärte Feltri, nachdem 35 Klagen gegen ihn eingereicht worden waren, alle seine Zeitungsbeiträge gegen den Widersacher von Silvio Berlusconi Antonio Di Pietro als fehlgeleitet und definierte diese als reine Wahlrhetorik. Im Dezember des gleichen Jahres tritt Feltri, nachdem er einen extrem wohlwollenden Artikel über Antonio Di Pietro veröffentlicht hatte, zurück. Zu diesem Zeitpunkt hatte Il Giornale mit 250.000 Exemplaren seinen absoluten Auflagenhöhepunkt erreicht.
In den folgenden Jahren übernahm Feltri die Leitung verschiedener Zeitungen, wie dem Il Borghese und dem Quotidiano Nazionale. Außerdem übernahm er am 1. Juni 1999 die Direktion der Verlagsgruppe Gruppo Monti Riffeser.

### Libero
Am 18. Juli 2000 gründete Feltri die unabhängige und liberal-konservativ ausgerichtete Tageszeitung Libero. Er behielt bis zu seinem Rücktritt am 30. Juli 2009 die Leitung der Zeitung als Direktor und Herausgeber inne.
Der Libero erschien zum ersten Mal am 18. Juli 2000 und orientiert sich stark an den politischen Inhalten der Mitte-Rechtsparteien Italiens. Feltri definierte den Stil seiner neuen Zeitung als sarkastisch, bissig und politisch unkorrekt. Charakteristisch ist die mitunter respektlose Darstellung der Politiker und der politischen Ereignisse. Mit diesem Konzept erreichte Feltri eine Steigerung der Auflagen von zu Beginn 70.000 auf 220.000 Exemplare.
Am 21. November 2001 wurde Vittorio Feltri aus dem Berufsregister der lombardischen Journalisten gestrichen. Feltri hatte zuvor eine Liste aller unter Pädophilieanklage stehender Italiener veröffentlicht. Im Februar 2003 hob der Nationalverband der Journalisten diese Streichung auf.

### Il Giornale und Libero (2009–2020)
Am 21. August 2009 übernahm Feltri erneut die Direktion der im Besitz der Familie Berlusconi stehenden Tageszeitung Il Giornale.
In der letzten Augustwoche 2009 unternahm Feltri eine schwere Attacke auf Dino Boffo, den Direktor der katholischen Zeitung Avvenire. Dabei nutzte er angebliche Belästigungsvorwürfe homosexuellen Charakters gegen Boffo. Die Attacken riefen empörte Kritik seitens der Italienischen Bischofskonferenz (CEI) hervor und endeten mit dem Rücktritt Boffos am 3. September 2009.
Zwischen Dezember 2010 und Mai 2016 wechselte er mehrmals zwischen den Zeitungen Libero (Dezember 2010 bis Juni 2011, ab Juni 2016) und Il Giornale (Juni 2011 bis Juni 2016). Im Juni 2020 gab er seinen Rücktritt von der Leitung der Zeitung Libero und seinen Austritt aus dem Berufsverband der Journalisten wegen wiederholter Querelen mit dem Verband bekannt.

## Kritik
In einem Artikel der Wochenzeitschrift L’Espresso vom September 2009 wurden zum ersten Mal öffentlich Zweifel an der Glaubwürdigkeit der journalistischen Arbeit Feltris geäußert. Laut L'Espresso stimmten verschiedene Zeitungsmeldungen Feltris nicht mit den Tatsachen überein oder waren sogar frei erfunden. Unter anderem stellte sich eine Sensationsmeldung über die Ermittlungen im Fall Aldo Moro und ein Artikel über die Verbreitung der Lepra in Sizilien als falsch heraus. Ein von Feltri veröffentlichtes Interview mit dem Liedermacher Francesco De Gregori war vermutlich gefälscht und der Bericht über die Schüsse der Eskorte von Oscar Luigi Scalfaro auf einen Feuerwehrhubschrauber unwahr. Am 5. November 1995 setzte Feltri als einziger Direktor einer italienischen Zeitung die Ermordung des israelischen Premiers Jitzchak Rabin nicht auf die Titelseite.

## Gerichtsverfahren
Am 14. Februar 2006 wurde Feltri in Bologna zu einer Haftstrafe von einem Jahr und sechs Monaten verurteilt. Das Gericht hatte ihn der Diffamierung des Senators der Linksdemokraten Gerardo Chiaromonte für schuldig befunden. Das Urteil bezieht sich auf einen im Quotidiano Nazionale veröffentlichten Artikel, in dem der Name des Senators im sogenannten Dossier Mitrokhin erschien.
Am 2. Juli 2007 wurde Feltri in einem Kassationsverfahren von dem Vorwurf der Diffamierung gegenüber dem Staatsanwalt Gherardo Colombo freigesprochen. In einem Artikel, der 1999 in Il Giornale erschienen war, hatte Feltri die mit dem Fall der Mani pulite befasste Staatsanwaltschaft der einseitigen Ermittlungen gegen Silvio Berlusconi bezichtigt. Das Gericht stellte in diesem Fall die von dem Artikel 21 der italienischen Verfassung garantierte Kritikfreiheit hervor.
Am 7. August 2007 wurde Feltri zusammen mit Francobaldo Chiocci und der Società di Edizioni S.p.A. vom Kassationsgericht zu einer Schadensersatzzahlung in Höhe von 45.000 Euro an Arzt und Schriftsteller Rosario Bentivegna verurteilt. In mehreren Artikeln in der Tageszeitung Il Giornale war Bentivegna, der als Partisan am Attentat in der Via Rasella im März 1944 beteiligt war, mit dem SS-Offizier Erich Priebke verglichen worden.

## Wahl des italienischen Staatspräsidenten 2015
Bei der Wahl des italienischen Staatspräsidenten am 31. Januar 2015 erhielt Feltri im entscheidenden vierten Wahlgang 46 von 995 abgegebenen Stimmen (4,6 Prozent) und erreichte damit den dritten Platz hinter dem sozialdemokratischen Kandidaten Sergio Mattarella und Ferdinando Imposimato, Kandidat des MoVimento 5 Stelle.